# Minoterie de Couterne
La minoterie de Couterne est un ensemble de bâtiments industriels situé à Rives d'Andaine en France.

## Localisation
La minoterie est située dans le département français de l'Orne, au sud du bourg de Couterne, commune déléguée de la commune nouvelle de Rives d'Andaine.

## Architecture
Les façades et les toitures de la minoterie et du logement patronal sont inscrites au titre des monuments historiques par arrêté du 1er juin 1995.

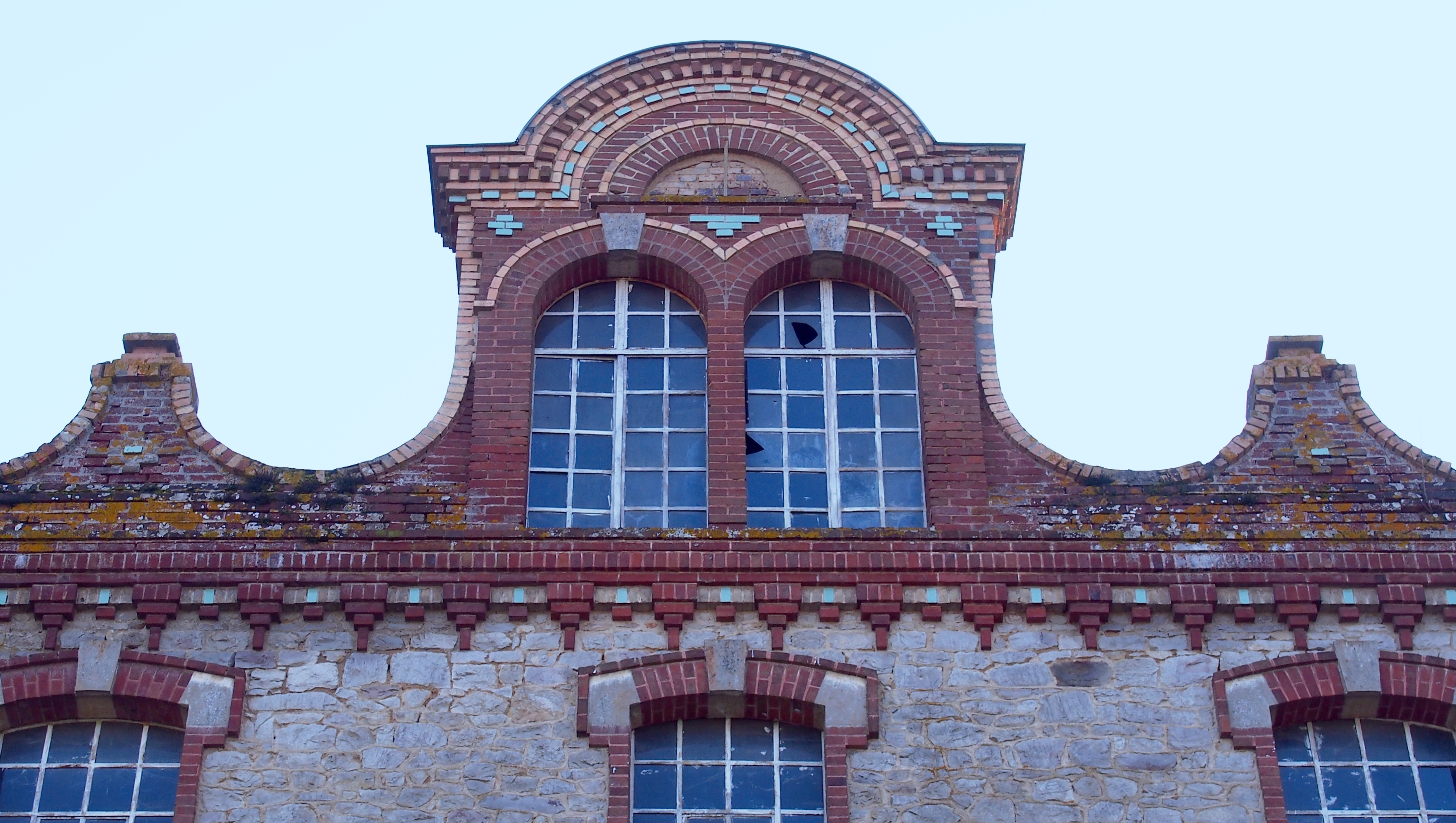
Le fronton de la minoterie.